# 보노르바
보노르바(Bonorva, 사르데냐어: Bonòlva)는 사르데냐 이탈리아 지역의 사사리도에 위치한 코무네이다. 칼리아리에서 북쪽으로 약 140 킬로미터 (87 mi) 떨어져 있고, 사사리 (사르데냐)에서 남동쪽으로 약 40 킬로미터 (25 mi) 떨어져 있다.